# Liste der Mitglieder der National Academy of Sciences/1940
Im Jahr 1940 wählte die National Academy of Sciences der Vereinigten Staaten 19 Personen zu ihren Mitgliedern.

## Neugewählte Mitglieder
- Rollin Chamberlin (1881–1948)
- Carl F. Cori (1896–1984)
- George W. Corner (1889–1981)
- Henry Dale (1875–1968)
- Louis Fieser (1899–1977)
- James P. Hill (1873–1954)
- Bernardo Houssay (1887–1971)
- Wendell Latimer (1893–1955)
- Giuseppe Levi (1872–1965)
- Karl F. Meyer (1884–1974)
- James Bumgardner Murphy (1884–1950)
- I. I. Rabi (1898–1988)
- Stephen W. Ranson (1880–1942)
- William Jacob Robbins (1890–1978)
- Richard E. Shope (1901–1966)
- William Taliaferro (1895–1973)
- Stephen P. Timoshenko (1878–1972)
- Ernest Glen Wever (1902–1991)
- Hermann Weyl (1885–1955)